# Makerikeri (rivière)
La rivière Makerikeri (enanglais : Makerikeri River) est un cours d’eau du nord de la région de Canterbury situé dans l’Île du Sud de la Nouvelle-Zélande.

## Géographie
Elle s’écoule vers le sud à partir de sa source située à 15 km à l’ouest de la ville d’Amberley, atteignant  le fleuve Ashley tout près de la ville de Rangiora.